# Réparation des mésappariements ADN
Pour les articles homonymes, voir mismatch.
En biologie moléculaire, la réparation des mésappariements ADN ou DNA mismatch repair (abrégé en MMR, pour MisMatch Repair) désigne le système de reconnaissance et de réparation des défauts d'appariements de l'ADN. Ce système constitue la deuxième ligne de défense contre les erreurs de réplication. La première est la relecture du brin nouvellement synthétisé par l'ADN polymérase elle-même. Ce mécanisme s'est conservé au cours de l'évolution, si bien qu'il est aujourd'hui partagé par les Eucaryotes et les Procaryotes. Il est essentiel pour maintenir l'intégrité de l'information génétique contenue dans le génome au cours des multiples divisions cellulaires.
Ce mécanisme est un système permettant de corriger les erreurs de réplication et non des mutations sur l'ADN causé par des causes externes endommageant l'ADN. Dans ces cas, il faut se référer à d'autres systèmes tels que le BER ou le NER. Les mécanismes mis en place pour ces systèmes ne sont pas les mêmes et leurs causes de fonctionnement non plus.

## Cause des mésappariements et principe de la réparation
Lors de la réplication de l'ADN par le réplisome, il arrive que l'enzyme responsable de la recopie de l'ADN, l'ADN polymérase, commette des erreurs de réplication. Ces erreurs, pour le cas des mésappariements, sont causées par la tautomérisation des acides nucléiques. Les amines (Adenine et Cytosine) se trouvent en forme imine, et les cétones (Guanine et Thymine) se trouvent en forme énol. Ceci conduit à l'incorporation d'un nucléotide incorrect dans le brin d'ADN synthétisé, en face du brin matrice. Il en résulte un mésappariement, c'est-à-dire la présence en vis-à-vis dans la double hélice de deux bases non complémentaires. Les pyrimidines (Cytosine et Thymine) s'apparient donc aux mauvaises purines (Adénine et Guanine). Formant alors des liaisons Adénine-Cytosine ou Guanine-Thymine. Ce défaut doit être réparé pour éviter la transmission d'une information erronée, c'est-à-dire une mutation aux générations ultérieures.
Le Mismatch repair est un mécanisme de surveillance de l'ADN lors de la réplication qui permet de réparer préférentiellement ces erreurs dans le brin nouvellement synthétisé. La reconnaissance du brin matrice par rapport au brin nouvellement synthétisé est basée sur la présence de méthylations spécifiques dans le premier, ce qui permet à la cellule de reconnaître la copie de l'original et d'éviter de modifier ce dernier. Il implique plusieurs protéines très conservées, connues sous le nom de Mut chez les bactéries, qui tirent leur nom du fait que leur dysfonctionnement engendre l'apparition de nombreuses mutations dans les souches bactériennes. Chez l'humain, l'altération des gènes correspondants est responsable de l'apparition de cancers précoces avec une forte prévalence.

## Les différentes protéines du système
Le système de réparation des mésappariements est grandement conservé, si bien que l’on trouve ce mécanisme chez les procaryotes et chez les eucaryotes. Il a d’abord été observé chez S. pneumoniae puis grandement étudié sur E. coli. Grâce aux études sur E. coli de nombreux gènes ont pu être identifiés, et leur inactivation causait l’apparition de nombreuses mutations. Ces gènes ont alors été nommés Mut, les protéines formées par ces gènes portent alors aussi cette signature. Trois genres de protéines ont été observées chez E. Coli, ces protéines sont spécifiques à la réparation des mésappariements : MutS MutL et MutH. Chez les eucaryotes il n'existe pas ces protéines telles quelles mais des homologues ayant plus ou moins les mêmes actions existent. Ces homologues ont des similarités avec les protéines retrouvées chez les procaryotes pouvant aller jusqu'à 24% de similarité pour MSH6, homologue de MutS chez l'homme.

### MutS

#### Chez les procaryotes
MutS est un homodimère, formé alors de deux protéines similaires, se liant entre elles. Sous cette forme dimérique, MutS est capable d’effectuer ses actions dans le système MutS-MutL-MutH, soit détecter et se fixer sur les mésappariements, permettant d’initier le système de réparation de l’ADN. Bien que MutS soit un dimère, il a été montré par cristallographie aux rayons X que seule une des deux sous unités se lie à l’ADN au point du mésappariement. La partie de la protéine se fixant à l’ADN semblerait être longue d’environ 50 acides aminés au niveau du l'extrémité C terminale.
Dans une solution sous conditions physiologiques, il existe un équilibre entre la forme dimérique de MutS et une forme tétramérique. Les fonctions biologiques de cette forme tétramérique ne sont pas encore bien définies. On sait via cristallographie aux rayons X que ce tétramère se forme par liaison a l'extremité C terminale.

#### Chez les eucaryotes
Chez les eucaryotes, et en particulier chez l’homme, il existe des homologues à MutS, à commencer par MutSα. Cet homologue est tout comme MutS un dimère, cependant il s’agit cette fois d’un hétérodimère, formé de MSH2 et MSH6, deux sous unités différentes. Les sous unités MSH2 et MSH6 ont certaines régions similaires à MutS. Environ 21% pour MSH2 et 24% pour MSH6.
Il existe aussi un deuxième homologue chez les eucaryotes, en particulier chez l’homme, MutSβ. Cet homologue est différent de MutS et de MutSα car celui-ci ne se lie pas aux bases responsables du mésappariement, mais aux phosphates. MutSβ a tout de même certaines similitudes avec les autres MutS, car lui aussi est un dimère, un hétérodimère exactement, formé de MSH2 et MSH3 lié par l'extrémité C terminale.

### MutL

#### Chez les procaryotes
MutL est un homodimère formé alors de deux protéines similaires, se liant entre elles. Sous cette forme dimérique, MutL est capable d’effectuer ses actions dans le système MutS-MutL-MutH, à savoir se lier à l’ADN par chaque extrémité, apporter de l'énergie via l’extrémité N terminale qui à une activité ATPase, et enfin l’extrémité C terminale sert aussi à former cet homodimère.
MutL interagit grandement ave d’autres protéines, elle forme un complexe avec MutS "entourant" le site du mésappariement, mais aussi en interagissant avec UvrD ou MutH. Un modèle montrant que MutL utilise son activité ATPase et ses sites de fixation a l’ADNpour activer MutH et UvrD a été proposé par Alba Guarné et al.

#### Chez les eucaryotes
Chez les eucaryotes, et en particulier chez l’homme, il existe des homologues à MutL. Il en existe trois, MutLα MutLγ et enfin MutLβ. Chacune de ces protéines est un hétérodimère, formé de différentes sous unité. hMLH1 et hPMS1 pour hMutLβ, hMLH1 et  hPMS2 pour hMutLα et enfin hMLH1 et hPMS3 pour hMutLγ. Parmi ces homologues de MutL, seul un est utile durant la réparation des mésappariements, MutLα. Pour MutLγ, il joue un rôle dans la recombinaison génétique, et quant à MutLβ, sa fonction n’est pas déterminée.
Ces homologues ont tout de même quelque ressemblance, hPMS2 et hPMS3 partagent tous deux une séquence commune conservée qui est DQHA(X)2E(X)4. Cette séquence est utile pour une activité endonucléase et se situe à l’extrémité C terminale. L’homologue de MutL, a donc en plus des rôles décrit plus tôt pour les procaryotes, une activité endonucléase.

### MutH

#### Chez les procaryotes

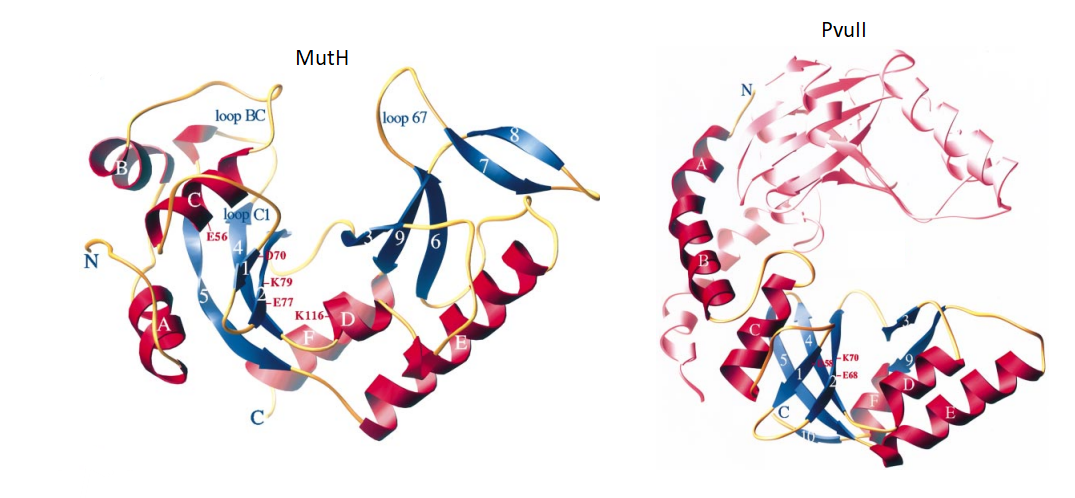
Comparaison de la forme de MutH avec une autre protéine à activité endonucléase, PvuII

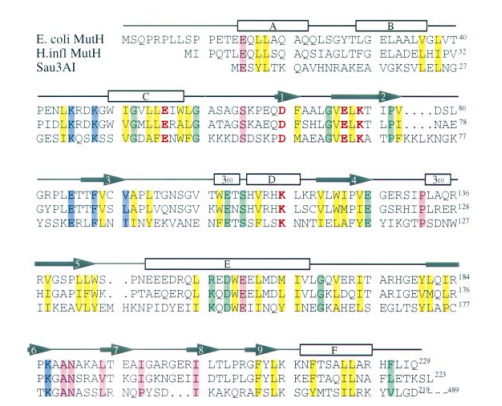
Alignement de séquence de MutH chez E. coli, H. infl, et Sau3AI.

MutH est une protéine simple, à l’inverse de MutS et MutL, MutH n’est pas un dimère. MutH a une forme spécifique, ayant des ressemblances de structurales avec des protéines connues pour avoir une activité endonucléase, telles que PvuII, et une ressemblance de structure primaire avec d’autres protéines comme Sau3AI,, qui est une enzyme de restriction, qui donc a également une activité endonucléase.  
MutH a une forme de pince à deux bras, le bras N et le bras C. Lorsque MutH est activé grâce aux protéines MutS et MutL, MutH "entoure" l’ADN avec les deux bras de la pince. Quand MutH se trouve sur une bonne position, à savoir proche du site GATC, la protéine coupe alors le brin d’ADN qui n'a pas sur son site une méthylation. L’absence de méthylation montre que le brin est jeune et est donc celui porteur de la mutation.

#### Chez les eucaryotes
Chez les eucaryotes, il n’y a pas de protéine MutH ni d’homologue. Les homologues de MutL (voir chapitre précédent) remplacent en quelques sorte MutH

## Fonctionnement chez les procaryotes: le système MutS-MutL-MutH

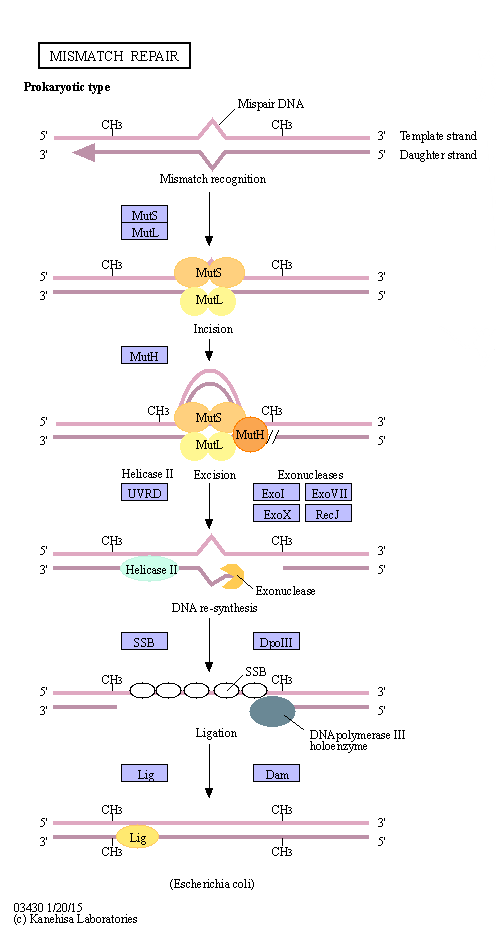
Différentes étapes de la réparation de l'ADN avec ses différents acteurs

Le processus de réparation des mésappariement de l'ADN chez Escherichia coli fait intervenir douze protéines, dont trois spécifiques. Le système reconnait efficacement les mésappariements depuis une simple base et jusqu'à 4 nucléotides.
Le système fonctionne via plusieurs étapes :
- Reconnaissance du mésappariement par la protéine MutS.
- Formation du complexe MutS-MutL, servant par la même occasion de confirmer le mésappariement.
- La protéine MutH reconnait le brin parental, via la méthylation (CH3) sur les sites de méthylations (5'-GATC-3'). Ainsi le brin non méthylé est le brin néo synthétisé, et est alors le brin portant la mutation.
- MutH clive le brin néo synthétisé via son action endonucléase à côté du site de méthylation. Le premier site de méthylation rencontré par MutH sert de base. Qu'il soit placé en 3' ou en 5' de la mutation.
- Une hélicase, l'hélicase II, et plusieurs exonucléase prennent le relais, le complexe MutS-MutL-MutH se détache. Les exonucléase et l'hélicase "découpent" le brin néo synthétisé.
- Deux nouvelles protéines prennent à nouveau le relais, les protéines SSB et une ADN polymérase, la Dpo III. Les protéines SSB servent à protéger le brin parental, pour l'instant simple brin, le temps que l'ADN polymérase III resynthétise le brin.
- Enfin entre en jeu une ADN ligase et la protéine Dam, qui servira elle a méthyler le brin d'ADN néo synthétisé.

Ainsi le mésappariement est corrigé, et le brin néo synthétisé est inversement identique à celui parental

## Fonctionnement chez les eucaryotes: cas de l'humain

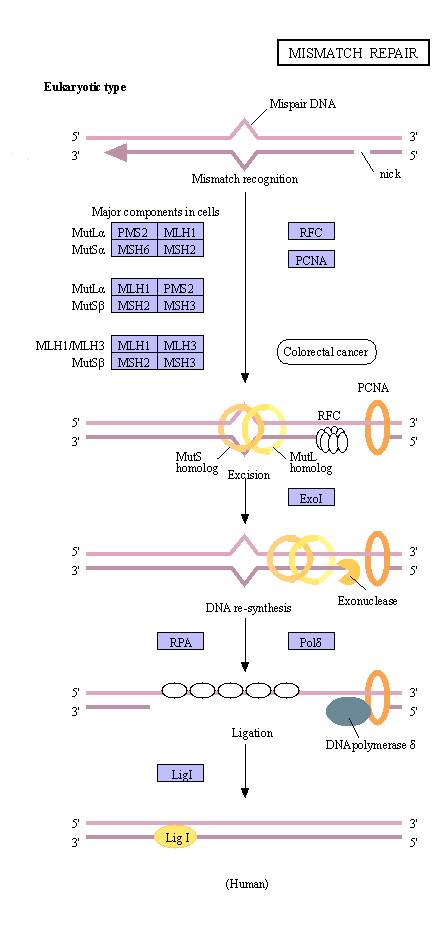
Différentes étapes de la réparation de l'ADN avec ses différents acteurs

Chez les eucaryotes, on ne retrouve pas de système similaire a celui MutS-MutL-MutH trouvé chez les procaryotes. Chez l'homme, on observe tout de même certaines protéines homologue aux protéines MutS et MutL. Cependant aucune protéine n'a été observer pour le moment servant d'homologue a MutH. Chez l'homme, le système MMR contient 11 protéines.
Les homologues des protéines MutS MutL et MutH se composent de plusieurs protéines :
- Homologue humain de MutS, appelé MutSα : MSH2 - MSH6[1]
- Homologue humain de MutS, appelé MutSβ: MSH2 - MSH3[3]
- Homologue humain de MutL, appelé MutLα : MLH1 - PMS2[5]
- Homologue humain de MutL, appelé MutLβ : MLH1 - PMS1 (n'interagit pas dans ce système)[5]
- Homologue humain de MutL, appelé MutLγ : MLH1 - PMS3 (n'interagit pas dans ce système)[5]
- Aucun homologue de Mut H n'est connu

Le système fonctionne via plusieurs étapes :
- Les homologues de MutS et MutL reconnaissent le mésappariement, et s'y fixe.
- RFC se fixe sur le brin d'ADN néo synthétisé et permet la mise en place de la protéine PCNA.
- Une activité exonucléase a alors lieu, de site de fixation de la protéine PCNA jusqu'à plusieurs nucléotides après le mésappariement.
- Deux nouvelles protéines viennent s'intégrer au système, la protéine RPA, qui joue un rôle similaire aux protéine SSB des procaryotes, ainsi que l'ADN polymérase δ, servant alors à la nouvelle synthèse du brin néo synthétisé.
- Enfin une ligase, entre dans ce système pour refermer le brin néosynthétisé, et terminer la réparation de la mutation.

En cas d'absence de ce système chez l'homme, quelques syndromes peuvent apparaitre:
— syndrome de Lynch II ou HNPCC (Hereditary Non Polyposis Colon Carcinoma) — engendre, entre autres, une instabilité des séquences microsatellites de l'ADN. Ceci est impliqué dans les formes familiales de cancers colorectaux, de l'endomètre, des ovaires, des voies urinaires et des voies biliaires.